# Naft al-Basra SC
Der Naft Al-Basra Sports Club (arabisch نادي نفط البصرة الرياضي, DMG Nādī Nafṭ al-Baṣra ar-riyāḍī) ist ein 1979 gegründeter irakischer Sportverein aus Basra. Aktuell (Stand Juli 2025) spielt der Verein in der ersten Liga.

## Erfolge
- Oil Minister's Cup: 2010
- Thaghr al-Iraq Championship: 2009 (2. Platz)

## Stadion
Der Verein trägt seine Heimspiele im Al-Fayhaa Stadium in Basra aus. Das Stadion hat ein Fassungsvermögen von 10.000 Personen.

## Trainer
| Trainer        | Nation   | von              | bis               |
| -------------- | -------- | ---------------- | ----------------- |
| Hadi Ahmed     | Irak     | 1. Juli 1983     | 30. Juni 1987     |
| Emad Aoda      | Irak     | 1. März 2014     | 14. November 2015 |
| Emad Aoda      | Irak     | 31. Januar 2021  | 30. Juni 2022     |
| Andrej Panadić | Kroatien | 11. August 2024  | 28. Januar 2025   |
| Salim Newroz   | Irak     | 28. Januar 2025  | 21. April 2025    |
| Hamza El Gamal | Irak     | 20. Februar 2025 | 6. März 2025      |
| Saad Hafidh    | Irak     | 21. April 2025   |                   |